# Gogola
Gogola je priimek več znanih Slovencev:
- Anton Gogola (1780—1841), pravnik
- Ivan Gogola (1850—1901), pravnik